# Санто Стефано (Прато)
Санто Стефано је насеље у Италији у округу Прато, региону Тоскана.
Према процени из 2011. у насељу је живело 65 становника. Насеље се налази на надморској висини од 423 м.